# Tokajská vinohradnícka oblasť

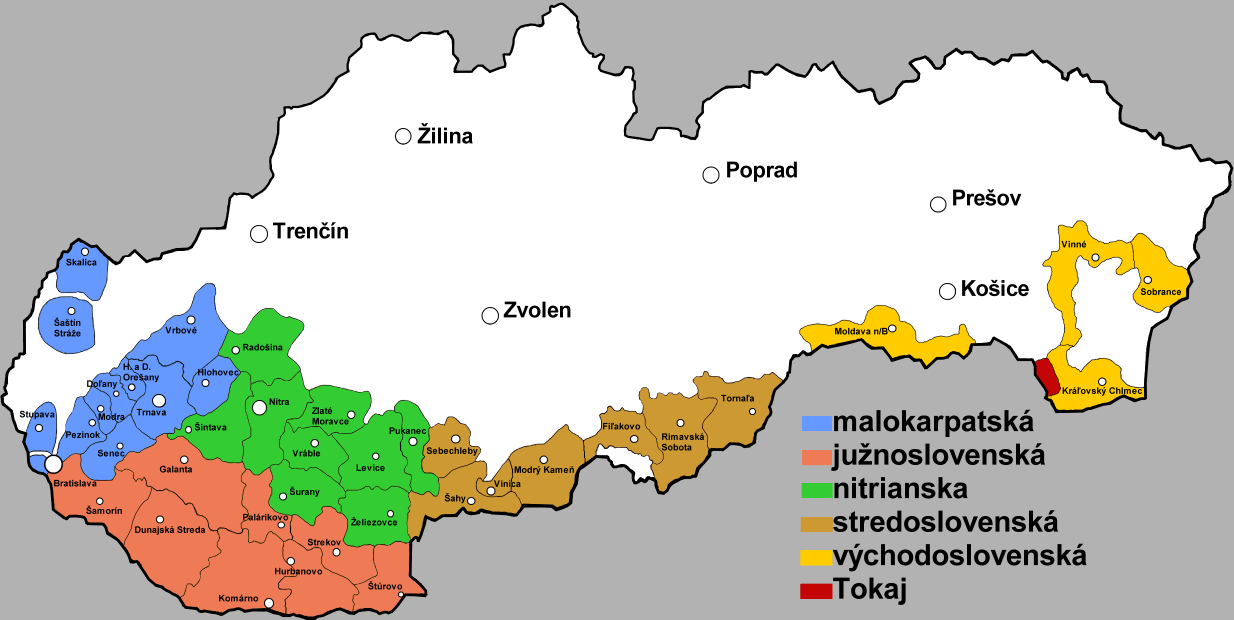
Lage des Weinbaugebietes Tokaj in der Slowakei (rot)

Tokaj ist ein Weinbaugebiet im Südosten der Slowakei. Es hat nach slowakischer Auffassung 908 oder, wie mit Ungarn vereinbart und von der Europäischen Union anerkannt, 565 ha Größe. Der Großteil der gesamten Tokajer-produzierenden Region liegt im Weinbaugebiet Tokaj-Hegyalja, rund 5860 ha auf ungarischem Staatsgebiet. Im Jahre 2002 erklärte die UNESCO Tokaj-Hegyalja als Kulturlandschaft zum Weltkulturerbe. Die Slowakei bereitet auch einen Antrag zur Aufnahme des Tokajská an die UNESCO vor.

## Streit um die Abgrenzung
Nur ein kleiner Teil des traditionellen Tokajer-Gebietes liegt heute auf slowakischem Territorium.
Das alte Tokajer Weingebiet reichte von Abaújszántó bis Sátoraljaújhely („Neustadt am Zeltberg“) und enthielt die drei Dörfer Kistoronya, Szőlőske und Kisújhely angeblich nicht. Die im Königreich Ungarn über großen Einfluss verfügende ungarische adlige Familie Andrássy hatte ein Grundstück in diesem Gebiet, weswegen, gemäß der ungarischen Tageszeitung Népszabadság, die heute slowakischen Dörfer erst mit dem Weingesetz von 1908 zum Tokajer-Gebiet kamen. 
Durch den Vertrag von Trianon von 1920 wurden die drei Dörfer, rund 4 % des historischen Tokajer Weingebiets, Bestandteil der Tschechoslowakei.
Während der Verhandlungen über den EU-Beitritt im Jahr 2004 vertrat Ungarn den Standpunkt, nur die im Weingesetz von 1908 festgelegten Gebiete seien Bestandteil des historischen Tokajer Weingebiets. Die Fläche des 1919/20 der Tschechoslowakei zugesprochenen Gebiets, verteilt auf die drei Dörfer, war ursprünglich 175 Hektar groß. Die Slowakei wollte hingegen eine Fläche von etwa 900 Hektar und sieben Dörfer als Teil des Weingebiets registrieren lassen. Ungarn lehnte dies ab, Landwirtschaftsminister Imre Németh einigte sich aber – um die Verhandlungen über den EU-Beitritt fortführen zu können – mit seinem slowakischen Kollegen auf 565,5 ha. Beide Länder verständigten sich, dass der Tokajer ein historisches Kulturerbe ist, für das beide Länder gemeinsam verantwortlich sind. Als Teil des Vertrages hatte die Slowakei zugesagt, die in Ungarn geltenden Qualitätsvorschriften anzuwenden, was jedoch bis 2009 nicht geschehen ist. Im Frühjahr 2009 verlangte die Slowakei entgegen der Vereinbarung abermals die Erweiterung der Appellation auf 908 ha.

## Produkte

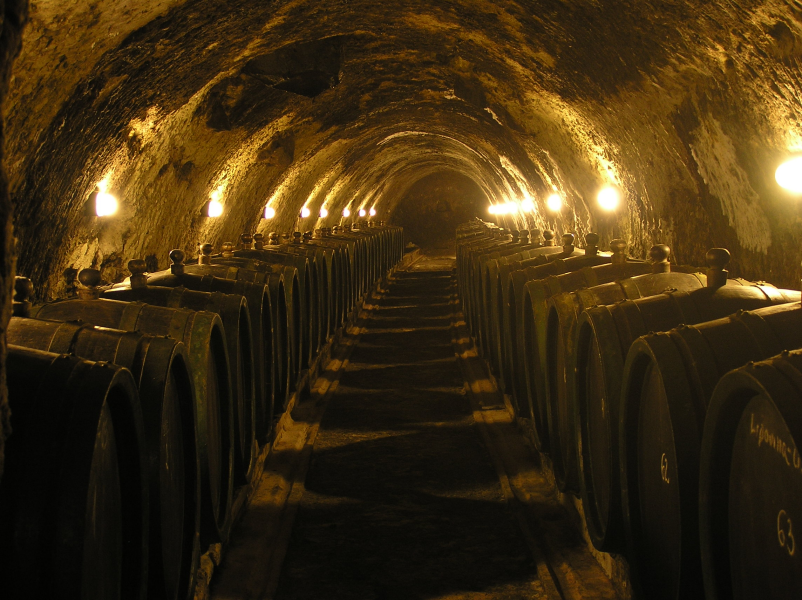
Tokaj-Weinkeller mit Holzfässern

Die Dessertweine als bekannteste Produkte des Weinbaugebietes umfassen zwei Weinarten. Die erste ist der „Tokajer Samorod(n)er“ (ungarisch Szamorodni, eine Bezeichnung, die aus dem Polnischen stammt und „wie gewachsen“ bedeutet, in slowakischer Sprache Samorodné). Der Wein wird aus Trauben hergestellt, die nur zu einem relativ geringen Teil von Edelschimmel befallen sind, so dass sich eine Auslese nicht lohnt – daher die Bezeichnung „wie gewachsen“. Es gibt ihn in den Geschmacksrichtungen „trocken“ und „süß“. Die zweite ist der „Tokajer Ausbruch“ (ung. aszú/asszú, sl. výber/asu). Für diesen werden jedem Fass (Göncer Fass zu 136 l) Jungwein 3 bis 6 Butten (ung. puttony, sl. putňa) zu 25 kg Maische von gesondert ausgelesenen, mit Edelschimmel befallenen Beeren zugegeben.
- drei Butten = mind. 60 g/Liter Restzucker
- vier Butten = mind. 90 g/Liter Restzucker
- fünf Butten = mind. 120 g/Liter Restzucker
- sechs Butten = mind. 150 g/Liter Restzucker

Nach der Vergärung und Lagerung (mindestens 4–8 Jahre, je nach Buttenzahl) in kleinen Holzfässern in speziellen, unterirdischen Kellern entstehen so edelsüße Weine mit bis zu 18 Volumenprozent Alkoholgehalt und einem hohen Zuckeranteil, die entsprechend der zugefügten Butten als 3- bis 6-buttiger (ung. puttonyos, sl. putňový) Aszú bezeichnet sind.
Edelstes Erzeugnis ist die Aszú-Esszencia (sl. výberová esencia). Das ist der Saft, der sich während der Lagerung der mit Edelschimmel befallenen Beeren am Boden sammelt, ca. 140 ml pro 25 kg und mind. 450 g/Liter Zucker, diese Zahlen variieren je nach Wetter.
Weitere Weinarten sind: Tokajer Lindenblättriger (ung. Hárslevelű, sl. Lipovina), Furmint sowie Gelber Muskateller (ung. Sárga-Muskotály, sl. Muškát žltý).